# Johann Baptist Streicher

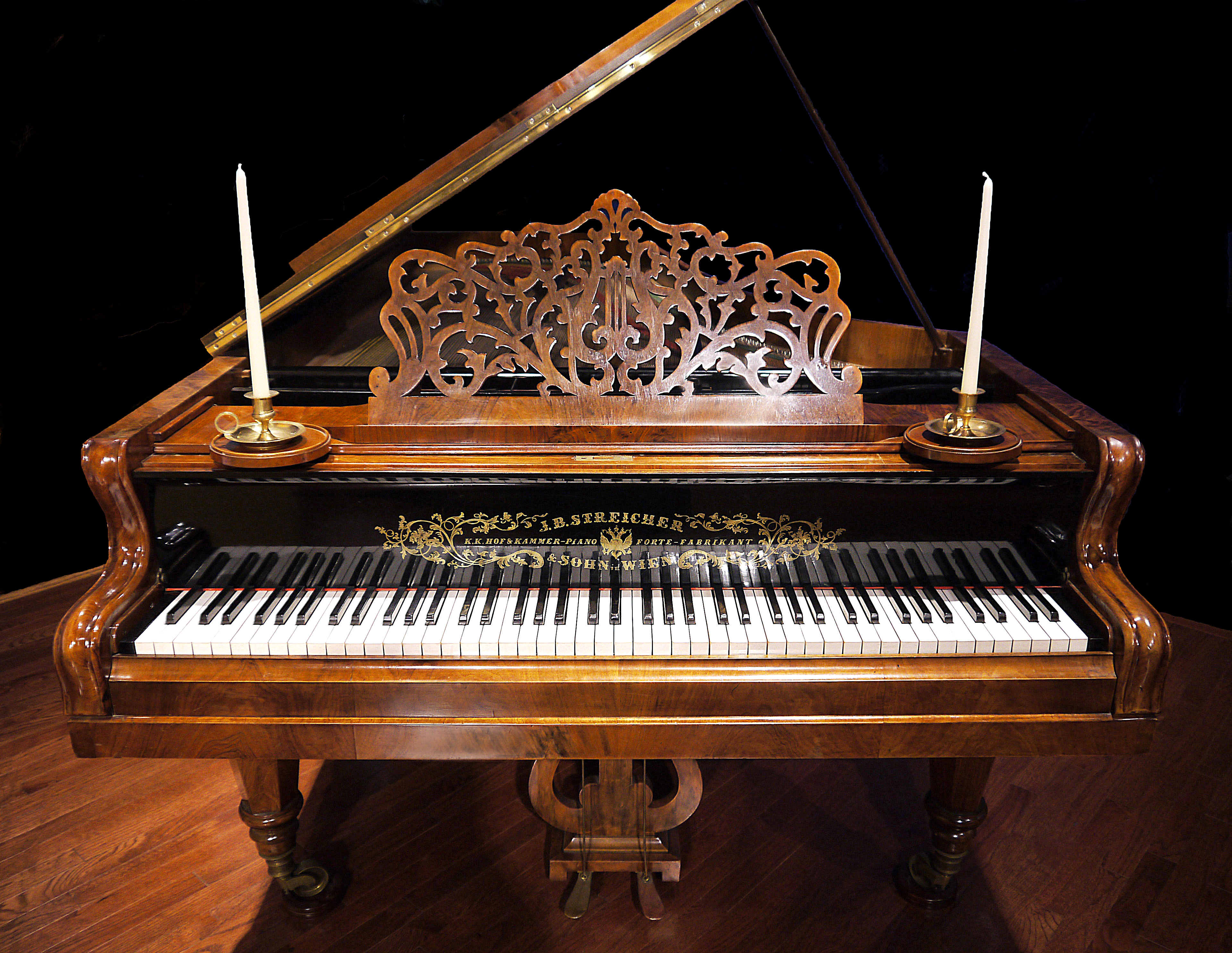
Le piano de la Manufacture de Johann Baptist Streicher (Vienne, 1869).

Johann Baptist Streicher (Vienne, 3 janvier 1796 – Vienne, 28 mars 1871) est un important facteur de pianos du XIXe siècle.

## Biographie
Streicher est le fils de Andreas Streicher, pianiste compositeur et facteur de piano et de Nannette Streicher, elle aussi pianiste, compositrice, pédagogue et factrice de pianos. C'est dans la manufacture de ses parents, qu'il apprend le métier et en 1823, il est associé et après la mort de ses deux parents en 1833, il est l'unique propriétaire de la société. Sous sa direction, de nombreux brevets reconnus mondialement sont développés. Parmi ses élèves les plus célèbres on trouve le facteur allemand Johann Bernhard Klems.
Son fils Emil vend l'entreprise en 1896 aux Frères Stingl, car son fils Theodor Streicher ne veut pas prendre en charge la société, mais voulait seulement développer son activité de compositeur.
En 1893, à Vienne, la Landstrasse (3e arrondissement), Streichergasse est nommée en son hommage.
Les pianos Streicher étaient les préférés de Brahms,. Le facteur Paul McNulty fabrique des copies d'anciens (Stein, Walter, Hofman, Graf, Pleyel, Boisselot), et notamment d'après un modèle Streicher de 1868,.

## Au disque
- Liszt et Prague : Hussitenlied ; Réminiscences de Don Juan et des Puritains ; Paraphrases de Ständchen ; Ave Maria ; Der Lindenbaum - Jan Panenka, pianoforte Johann Baptist Streicher du Musée de la musique tchèque (5-8 septembre 1986, Supraphon 11 0047-2) (OCLC 602562179)
- Brahms, Dernières œuvres pour piano - Ira Braus, piano Streicher de 1871 (16-19 juin 2003, Centaur) (OCLC 811334937)
- Boyd McDonald. Johannes Brahms. The piano Miniatures. Piano Streicher de 1851. Doremi
- Hardy Rittner. Johannes Brahms. Complete Piano Music. 1846 Bosendorfer, 1856, 1868 Streicher. MDG
- Alexandre Oguey, Neal Peres De Costa. Pastoral Fables. Works for cor anglais and pianos. Streicher (Paul McNulty). ABC Classics
- Byron Schenkman, Jesse Irons, Kate Bennet Wadsworth. Chamber music of Clara Schumann 1819-1896. Piano Streicher de 1875.